# Adrie Visser
Adrie Visser (Hoorn, 19 oktober 1983) is een Nederlands voormalig wielrenster. Op de weg won ze de wereldbekerwedstrijd Ronde van Drenthe en de eindklassementen in de Energiewacht Tour en de ronde van Albstadt. Op de baan won ze de wereldbekers van Sydney en Manchester in de scratch. Tegenwoordig is ze regelmatig co-commentator bij wedstrijden voor NOS Studio Sport.

## Loopbaan

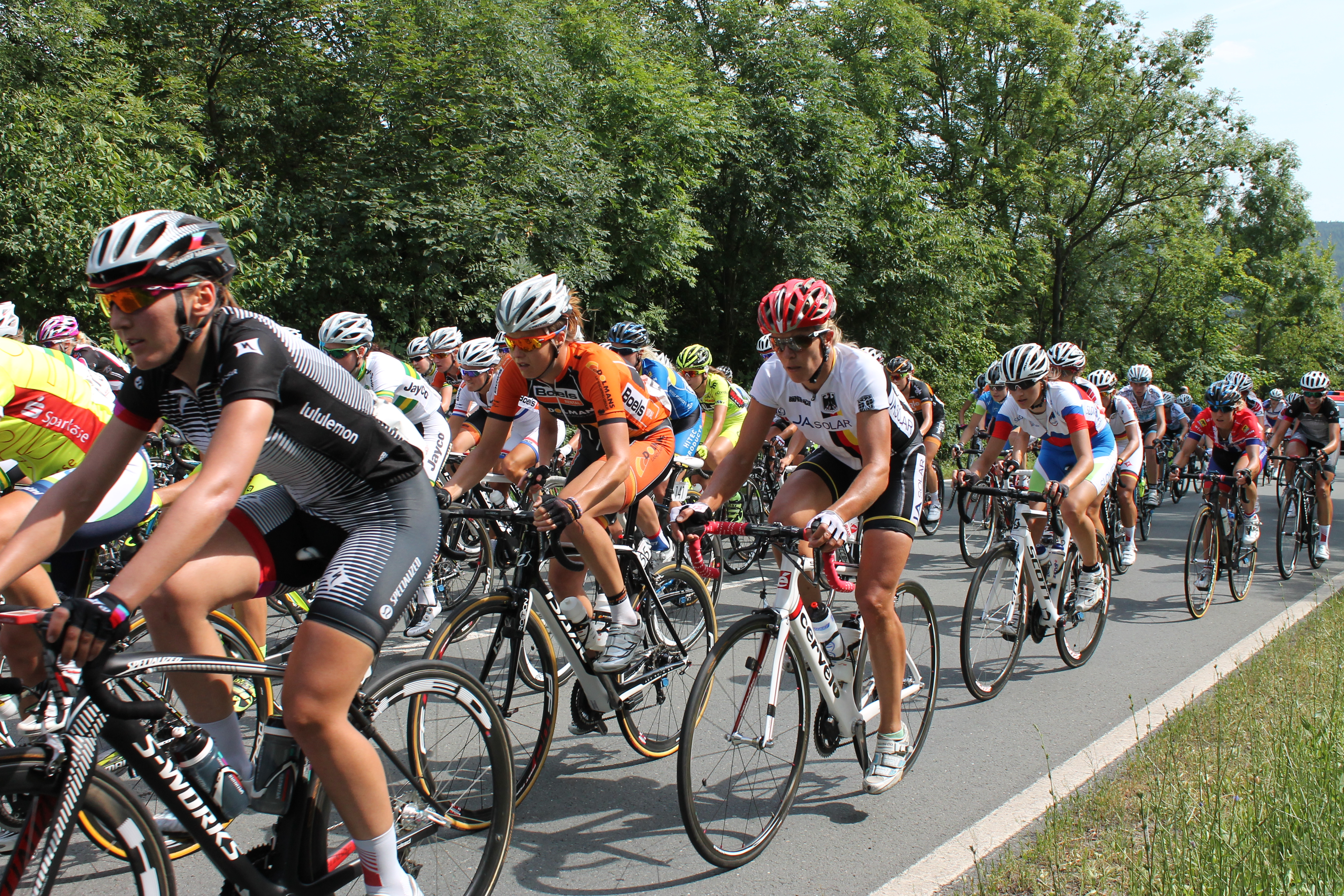
Visser in Thüringen Rundfahrt 2013

In 2002 wisselde zij haar schaatsloopbaan in voor een carrière op de fiets. Haar beste resultaten op de schaats waren een tweede plaats bij het Nederlands kampioenschap voor B junioren en twee jaar later een vijfde plaats in de junioren C categorie. 
Op de wielerbaan won Visser twee bronzen medailles tijdens wereldkampioenschappen, twee Wereldbekerwedstrijden op het onderdeel scratch en ze veroverde nog één zilveren en vier bronzen medailles op wereldbekers. Daarnaast won ze dertien keer de Nederlandse baantitel en drie keer een zilveren medaille tijdens de Nederlandse kampioenschappen baanwielrennen. Bovendien nam Visser in 2004 deel aan de Olympische Spelen, waar ze op de puntenkoers een achtste plaats behaalde.
Op de weg pakte Visser diverse overwinningen in criteriums, in de Topcompetitie en won ze een zilveren medaille bij het NK junioren op de weg. Hoogtepunten in haar carrière zijn de winst in de Ronde van Drenthe, een wereldbekerwedstrijd die zij in 2007 won, en de Energiewacht Tour, een vierdaagse wedstrijd in Groningen, die zij in 2011 op haar naam schreef.
In 2010 en 2011 maakt Visser deel uit van de wielerploeg HTC-Columbia/HTC Highroad. In 2010 won Visser twee wedstrijden in Thüringen Rundfahrt en droeg ze drie dagen de gele trui in de zwaarste etappekoers Tour de l'Aude. In 2010 heeft ze drie keer een top acht gereden in het wereldbekercircuit. Ze was vijfde in de Ronde van Vlaanderen, zevende in de Ronde van Drenthe en twee keer tweede in Zweden. In Zweden werd ze tweede in de wegwedstrijd en tweede met de ploegentijdrit. Uiteindelijk werd ze 9e in de wereldbekerranking en 20ste op de UCI lijst. In 2011 won Visser de Sparkassen Giro, de derde etappe en het eindklassement van de Energiewacht Tour. Samen met haar ploeg HTC-Highroad won Visser de ploegentijdrit van de bekende etappekoers Trophée d'Or Féminin in Orval. Ze werd tweede in de Omloop van het Hageland (Tielt-Winge) en tweede in de eerste etappe van de meerdaagse wedstrijd Giro del Trentino. In 2011 werd ze derde in de klassieker GP Stad Roeselare en derde in de tweede etappe in de Ronde van Qatar.
In 2012 won Visser de Erondegemse Pijl (Erpe-Mere) en Le Samyn des Dames. Ze was twee keer tweede in de Internationale Thüringen Rundfahrt der Frauen (etappe 1: Rund um Neustadt/Orla en de vijfde etappe Rund um Smoll). Ze werd tweede in de eerste etappe van Festival Luxembourgeois du Cyclisme Féminin Elsy Jacobs en derde in het eindklassement. Ook werd ze in 2012 twee keer derde in de Ladies Tour of Qatar, vijfde in de Ronde van Vlaanderen en zesde in de wereldbeker Drenthe. 
In 2013 won Visser geen wedstrijden maar stond wel vijf keer op het podium. Na het seizoen van 2013 heeft Visser besloten om haar laatste wedstrijd te rijden tijdens het wereldkampioenschappen ploegentijdritten in Florence en zich te focussen op haar maatschappelijke carrière. Sindsdien is Visser te horen als co-commentator bij wedstrijden voor NOS Studio Sport.

## Erelijst

### Baan
| Jaar | NK                                  | WK      | Overig                                                     |
| ---- | ----------------------------------- | ------- | ---------------------------------------------------------- |
| 2003 | Achtervolging, Puntenkoers, Scratch | Scratch |                                                            |
| 2004 | Achtervolging, Puntenkoers, Scratch |         | OS 2004, Athene: 8e op de Puntenkoers · WB Sydney: Scratch |
| 2005 | Achtervolging, Puntenkoers, Scratch |         | WB Manchester: Scratch                                     |
| 2006 | Puntenkoers, Scratch                |         |                                                            |
| 2007 |                                     | Scratch |                                                            |

### Weg
2007
- Wereldbeker Ronde van Drenthe

2008
- Eindklassement Albstadt Frauen Etappenrennen
  - 2e etappe Albstadt

2009
- 2e in de 2e etappe Ronde van Bretagne
- 3e in de Omloop van de Blauwe Stad
- 4e in Nederlands kampioenschap wielrennen op de weg

2010
- 3e etappe Thüringen Rundfahrt
- 2e in Wereldbeker Open de Suède Vårgårda (wegrit)
- 2e in Wereldbeker Open de Suède Vårgårda (ploegentijdrit)
- 3e in 1e etappe Tour de l'Aude
- 5e in Ronde van Vlaanderen

2011
- Sparkassen Giro
- 2e etappe Trophée d'Or
- Eindklassement Energiewacht Tour
  - 3e etappe Energiewacht Tour
- 2e in Omloop van het Hageland
- 4e in Nederlands kampioenschap wielrennen op de weg

2012
- Erondegemse Pijl
- Le Samyn des Dames

### Uitslagen in voornaamste wedstrijden
| Jaar | Ronde van Vlaanderen | Le Samyn | Ronde van Drenthe |  | WK op de weg |
| ---- | -------------------- | -------- | ----------------- |  | ------------ |
| 2005 |                      |          |                   |  | 83e          |
| 2006 |                      |          |                   |  | 29e          |
| 2007 |                      |          | Goud              |  |              |
| 2008 | 65e                  |          | 55e               |  |              |
| 2009 | 25e                  |          | 43e               |  |              |
| 2010 | 5e                   |          | 7e                |  | opgave       |
| 2011 | 21e                  |          | 59e               |  |              |
| 2012 | 5e                   | ↑        | 6e                |  | 69e          |
| 2013 | 6e                   | 7e       | 27e               |  |              |